# Scapheremaeus subcorniger
Scapheremaeus subcorniger är en kvalsterart som beskrevs av Pérez-Íñigo och Peña 1996. Scapheremaeus subcorniger ingår i släktet Scapheremaeus och familjen Cymbaeremaeidae. Inga underarter finns listade i Catalogue of Life.